# Caenina

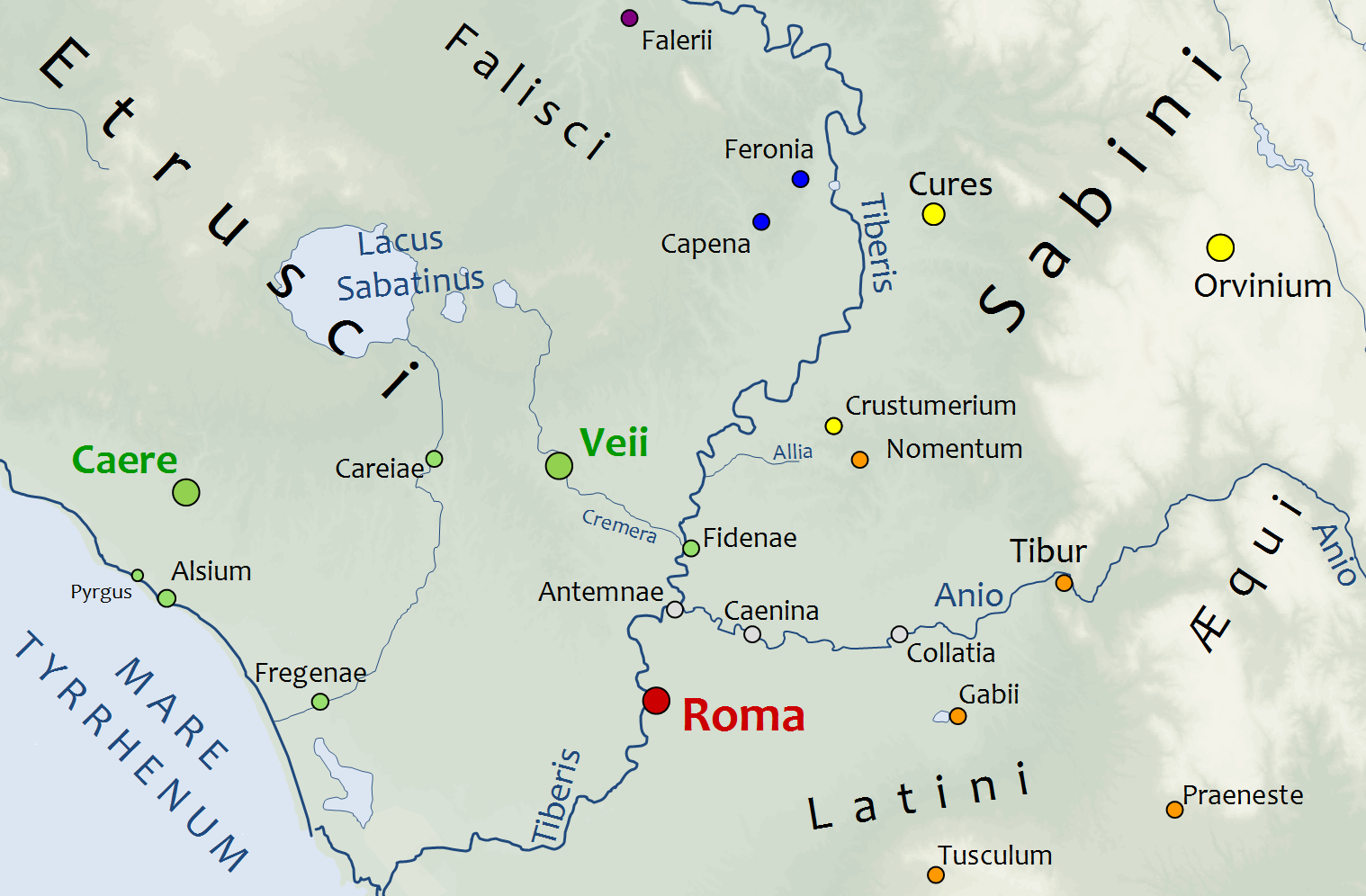
Posizione di Caenina nel Latium vetus.

Caenina fu una città del Latium vetus, una tra le più antiche. Secondo Dionigi di Alicarnasso era di origine greca, ma nel senso che era una fondazione degli Aborigeni ed anche di minor importanza. I suoi abitanti erano detti Caeninenses. 

## Origine
Secondo Diodoro Siculo fu tra le città fondate da Silvio, figlio postumo di Enea e di Lavinia, e quindi di origine latina, anche considerando che Romolo vi si recava ad offrire sacrifici.
Per Plutarco invece erano di origine sabina.

## Storia
Esistono due miti su Caenina, riportati da Plutarco e Dionigi di Alicarnasso, che si riferiscono alla più antica raccolta dei Miti Romani eseguita da Quinto Fabio Pittore.
Nel primo mito Romolo e Remo all'età di 18 anni si scontravano coi pastori di Numitore per i pascoli, e Remo fu catturato in un'imboscata mentre Romolo si trovava a Caenina per celebrare un rito sacrificale.
Il mito principale si innesta sul ratto delle Sabine. Dopo il quarto mese dalla fondazione di Roma, nel mese di agosto, Romolo trovò sottoterra nel Circo Massimo una statua del dio Conso, e organizzò la festa per il dio detta consualia. Furono invitati gli abitanti di Caenina, Antemnae, Crustumerium, e tutti i Sabini. Durante la festa scoppiò una rissa e tutte le donne straniere furono rapite dai Romani.
Per vendicare l'offesa Caenina, Antemnae, Crustumerium e i Sabini si allearono contro i Romani. 
Impaziente Acrone, re di Caenina, affrontò da solo i Romani e in un duello con Romolo fu da questi ucciso. Nel racconto di Tito Livio, Romolo, dopo aver ucciso in duello il re, guida i Romani all'assalto di Caenina, che viene presa al primo assalto. La cronologia degli eventi è fissata dalla storiografia tradizionale, che si basa sulla fonte di Livio, al primo e secondo anno dalla Fondazione di Roma, quindi tra il 753 ed il 751 a.C.

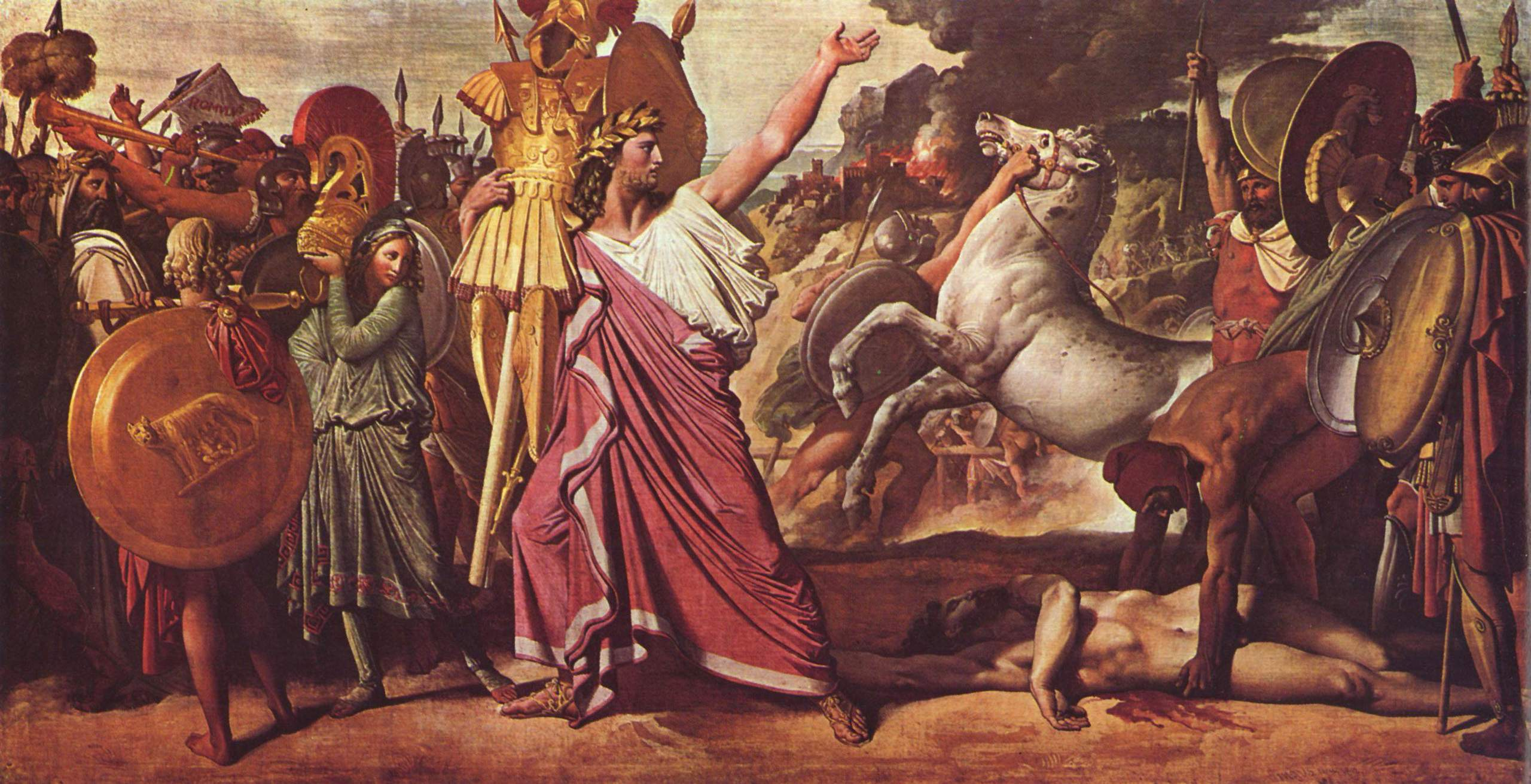
Romolo, uccisore di Acrone, porta le sue spoglie al tempio di Giove dipinto di Jean-Auguste-Dominique Ingres, 1812

Quindi Romolo, in veste purpurea su una quadriga, portò in trionfo le spoglie di Acrone sul Campidoglio e le appese sulla quercia sacra di Giove Feretrius a cui dedicò un tempio. La processione inscenata da Romolo per dedicare le armi di Acrone fu il modello di quello che sarebbe divenuto il corteo trionfale. La dedicazione della  spolia opima fu un onore concesso solo tre volte: a Romolo uccisore di Acrone, ad Aulo Cornelio Cosso vincitore dell'etrusco Tolumnio re di Veio e a Marco Claudio Marcello che uccise Viridomaro, re del popolo gallico dei Gesati.
Dopo aver sconfitto tutti i nemici il Senato romano deliberò che gli abitanti delle città vinte Antemnae e Caenina si dovessero trasferire a Roma e le due città fossero trasformate in colonie, mentre per un altro racconto dovettero accettare che i romani vi stabilissero una colonia di circa 300 uomini, cui furono cedute terre dei Ceninesi estratte a sorte. A Caenina si stabilirono 300 coloni romani, e il suo territorio fu annesso all'Ager Romanus destinato alla tribù rustica Menenia. 
Si tramanda che un sacerdote caeniniense apparisse a Roma per molti anni dopo che la città era sparita.

## Localizzazione
Della città non sono stati ancora trovati i resti. Festo scrive che era vicina a Roma, l'archeologo Antonio Nibby ne propose la localizzazione all'interno della tenuta di Marco Simone, comunque non distante da Crustumerium ed Antemnae, mentre per un'altra interpretazione viene situata sulla sponda sinistra del fiume Aniene, 10 km prima della confluenza nel Tevere, e a 3 km dal Monte Sacro, al sesto miglio della via Collatina, che oggi corrisponde alla zona di Ponte Mammolo, all'interno dell'area metropolitana di Roma.